# Moth and the Flame
Pour plus de détails, voir Fiche technique et Distribution.
Moth and the Flame (traduction littérale Le Papillon et la Flamme) est un court métrage d'animation américain de la série des Silly Symphonies produit par Walt Disney, pour RKO Radio Pictures, sorti le 1er avril 1938.

## Synopsis
Un groupe de mites pénètrent dans une boutique de vêtements...

## Fiche technique
- Titre original : Moth and the Flame[1]
- Traduction littérale (non officielle) : Le Papillon et la Flamme
- Série : Silly Symphonies
- Réalisateur[2] : David Hand, Burt Gillett puis Dick Huemer
- Scénario[2] : Bill Cottrell, George Stallings, Tom Palmer, Hal Helvenston
- Animateurs[2] :
  - Animation des personnages : Win Hoskins, Archie Robin, Izzy Klein, Milt Schaffer, Ed Love, Louie Schmitt, Don Williams
  - Effets d'animation : John McManus, Andy Engman
- Producteur : Walt Disney
- Société de production : Walt Disney Productions
- Distributeur : RKO Radio Pictures
- Date de sortie : 1er avril 1938[1],[3]
- Autres Dates[2] :
  - Annoncée : 1er avril 1938
  - Dépôt de copyright : 1er avril 1938
  - Première à New York : 22 au 28 septembre 1938 au Radio City Music Hall en première partie de Amanda de Mark Sandrich
- Format d'image : couleur (Technicolor[1])
- Son : Mono
- Musique[2] : Albert Hay Malotte
- Durée[2] : 7 min 44 s
- Langue : (en)
- Pays  de production :  États-Unis

## Commentaires
La réalisation du film, débutée à l'été 1935, avait été confiée à David Hand. Mais lors du retour de Burt Gillett des studios Van Beuren en 1936, la réalisation fut confiée à ce dernier. Toutefois avec son (nouveau) départ en octobre 1937, la réalisation incomba à Dick Huemer. Ces nombreux changements affectèrent la production de ce court métrage qui rivalise avec Au pays des étoiles (1938) pour la Silly Symphony ayant la plus longue durée de production.
Le personnage de l'esprit de la flamme est semblable aux premières esquisses du personnage de Pinocchio, réalisée par Hurter, avant qu'une version enfantine de la marionnette supplante cette version inspirée par les illustrations de Carlo Chiostri et Attilio Mussimo pour l'Arlequin de la Commedia dell'arte.
Le titre du film n'a jamais été traduit en français.